# Bernhard Sekles
Bernhard Sekles (né le 20 juin 1872 à Francfort-sur-le-Main – mort le 8 décembre 1934 dans la même ville) est un compositeur, pianiste et pédagogue allemand. Paul Hindemith, Rudi Stephan, Theodor W. Adorno, Max Rudolf et Erich Schmid ont été ses élèves.